# Florentino (nombre)
Florentino es un nombre propio masculino de origen latino en su variante en español. Deriva de Florentinus, patronímico de Florens, «floreciente».

## Santoral
16 de octubre: San Florentino, obispo de Orange.

## Variantes
- Femenino: Florentina.
- Diminutivo: Floren, Tino.

| Variantes en otros idiomas | Variantes en otros idiomas |
| -------------------------- | -------------------------- |
| Español                    | Florentino                 |
| Alemán                     | Florentin, Florentinus     |
| Catalán                    | Florentí                   |
| Checo                      | Florentin                  |
| Corso                      | Fiurentinu                 |
| Euskera                    | Polendin                   |
| Francés                    | Florentin                  |
| Holandés                   | Florentijn                 |
| Húngaro                    | Florentin                  |
| Inglés                     | Florentinus                |
| Italiano                   | Fiorentino                 |
| Latín                      | Florentinus                |
| Lituano                    | Florentinas                |
| Polaco                     | Florentyn                  |
| Portugués                  | Florentino                 |
| Rumano                     | Florentin                  |
| Ruso                       | Флорентин (Florentin)      |